# 大澤あけみ
大澤 あけみ（おおさわ あけみ、1989年7月1日 - ）は、山形県出身の女優。オフィス・ルード所属。
身長162cm。血液型O型。趣味は麻雀、ピアノ。特技は弓道、ギター、バレーボール。

## 出演作品

### 映画
- 銀行マンの唄〜絆をつないで（2015年） - 銀行員 役[1]
- リアル鬼ごっこ（2015年）
- 俳優 亀岡拓次（2016年） - 山形のキャバクラ嬢 役[3]

### テレビドラマ
- 配達されたい私たち（2013年）
- カラマーゾフの兄弟（2013年） - バーの客 役[1]
- ディア・シスター 第1話（2014年） - 友人 役[1]
- LOVE理論 第1話（2015年）
- 相棒 season14 第15話（2016年）- 森下澪 役

### テレビ番組
- たけしの健康エンターテインメント!みんなの家庭の医学（2013年） - 看護師 役[1]
- してみるテレビ!教訓のススメ（2014年） - OL 役[1]
- ファミリーヒストリー 清水宏保編（2015年） - 看護師 役[1]

### オリジナルビデオ
- 奇妙で奇怪な怪神話2（2015年） - 白河昌子 役[1]
- 本当にあった投稿闇映像&闇映像DEEPシリーズ - メインリポーター 役[1]
  - 本当にあった投稿闇映像&闇映像DEEP3（2015年）
  - 本当にあった投稿闇映像&闇映像DEEP4（2015年）
  - 本当にあった投稿闇映像&闇映像DEEP5（2016年）
  - 本当にあった投稿闇映像&闇映像DEEP6（2016年）
- くノ一忍戦帖（2016年）
- くノ一忍戦帖2 赤い殺意（2016年）

### 舞台
- クジラの唄（2013年） - ルカ 役[1]
- CROWN（2013年）
- MOTHER2〜305号室（2014年）
- ブリキの茶袱台（2015年）

### CM
- イオン/トップバリュ ピースフィット（2014年）
- ソリトンシステムズ（2014年）
- マニュライフ生命保険 マジンガーZ編（2015年）

### 雑誌
- YouTubeで成功する極意（2014年） - モデル[1]
- フリーペーパー VANITYMIX（2014年） - モデル[1]

### その他
- ZAK THE QUEEN 2014（2014年）
- 映画クレヨンしんちゃん ガチンコ!逆襲のロボとーちゃん公開記念イベント（2014年） - 司会[1]